# Campeonato Mundial de Atletismo de 2019 - Salto em distância masculino
A competição do salto em distância masculino no Campeonato Mundial de Atletismo de 2019 foi realizada no Estádio Internacional Khalifa, em Doha, no Catar, nos dias 27 e 28 de setembro.

## Recordes
Antes da competição, os recordes eram os seguintes: 
| Recorde mundial                               | Mike Powell (USA)                 | 8.95 | Tóquio, Japão                | 30 de agosto de 1991 |
| Recorde do campeonato                         | Mike Powell (USA)                 | 8.95 | Tóquio, Japão                | 30 de agosto de 1991 |
| Recorde do ano                                | Juan Miguel Echevarría (CUB)      | 8.65 | Zurique, Suiça               | 29 de agosto de 2019 |
| Recorde africano                              | Luvo Manyonga (RSA)               | 8.65 | Potchefstroom, África do Sul | 22 de abril de 2017  |
| Recorde asiático                              | Mohamed Salman Al Khuwalidi (KSA) | 8.48 | Sotteville-lès-Rouen, França | 2 de julho de 2006   |
| Recorde da América do Norte, Central e Caribe | Mike Powell (USA)                 | 8.95 | Tóquio, Japão                | 30 de agosto de 1991 |
| Recorde da América do Sul                     | Irving Saladino (PAN)             | 8.73 | Hengelo, Países Baixos       | 24 de maio de 2008   |
| Recorde europeu                               | Robert Emmiyan (URS)              | 8.86 | Salcazor, União Soviética    | 22 de maio de 1987   |
| Recorde da Oceania                            | Mitchell Watt (AUS)               | 8.54 | Estocolmo, Suécia            | 9 de julho de 2011   |

Os seguintes recordes mundiais ou olímpicos foram estabelecidos durante esta competição:
| Data           | Evento | Atleta            | Distância | Notas               |
| -------------- | ------ | ----------------- | --------- | ------------------- |
| 28 de setembro | Final  | Tajay Gayle (JAM) | 8.69      | Melhor marca do ano |

## Medalhistas
| Ouro                  | Prata                | Bronze                       |
| Donavan Brazier (JAM) | Jeff Henderson (USA) | Juan Miguel Echevarría (CUB) |

## Tempo de qualificação
| Tempo de qualificação |
| --------------------- |
| 8.17 m                |

## Calendário
| Data                   | Horário | Fase         |
| ---------------------- | ------- | ------------ |
| 27 de setembro de 2019 | 16:30   | Qualificação |
| 28 de setembro de 2019 | 20:40   | Final        |

Todos os horários estão no horário local (UTC+3)

## Resultados

### Qualificação
Qualificação: 8,15 m (Q) ou as 12 melhores performances (q). 
| Pos. | Grupo | Atleta                 | Nacionalidade     | Tentativa | Tentativa | Tentativa | Marca | Notas |
| Pos. | Grupo | Atleta                 | Nacionalidade     | 1         | 2         | 3         | Marca | Notas |
| ---- | ----- | ---------------------- | ----------------- | --------- | --------- | --------- | ----- | ----- |
| 1    | A     | Juan Miguel Echevarría | Cuba              | 8.40      |           |           | 8.40  | Q     |
| 2    | B     | Jeff Henderson         | Estados Unidos    | 7.78      | 7.78      | 8.12      | 8.12  | q     |
| 3    | A     | Yuki Hashioka          | Japão             | 7.64      | 8.07      |           | 8.07  | q     |
| 4    | A     | Steffin McCarter       | Estados Unidos    | 7.84      | 8.04      |           | 8.04  | q     |
| 5    | B     | Ruswahl Samaai         | África do Sul     | 6.49      | 7.93      | 8.01      | 8.01  | q     |
| 6    | B     | Eusebio Cáceres        | Espanha           | 7.79      | 8.01      |           | 8.01  | q     |
| 7    | A     | Miltiadis Tentoglou    | Grécia            | 7.62      | 7.67      | 8.00      | 8.00  | q     |
| 8    | B     | Shotaro Shiroyama      | Japão             | 7.94      | 7.62      | x         | 7.94  | q     |
| 9    | B     | Thobias Montler        | Suécia            | 7.92      | 7.84      | x         | 7.92  | q     |
| 10   | A     | Luvo Manyonga          | África do Sul     | 7.87      | 7.91      | 7.90      | 7.91  | q     |
| 11   | B     | Wang Jianan            | China             | 7.73      | 7.89      | 7.81      | 7.89  | q     |
| 12   | B     | Tajay Gayle            | Jamaica           | 7.81      | x         | 7.89      | 7.89  | q     |
| 13   | A     | Henry Frayne           | Austrália         | x         | 7.76      | 7.86      | 7.86  |       |
| 14   | B     | Zhang Yaoguang         | China             | 7.82      | 7.77      | 7.64      | 7.82  |       |
| 15   | B     | Darcy Roper            | Austrália         | 7.76      | 7.82      | 7.73      | 7.82  |       |
| 16   | A     | Huang Changzhou        | China             | 7.81      | 7.72      | 7.68      | 7.81  |       |
| 17   | A     | Andwuelle Wright       | Trinidad e Tobago | x         | 7.76      | 7.76      | 7.76  |       |
| 18   | B     | Hibiki Tsuha           | Japão             | 7.56      | 7.56      | 7.72      | 7.72  |       |
| 19   | A     | Héctor Santos          | Espanha           | 7.69      | 7.69      | 7.54      | 7.69  |       |
| 20   | B     | Emiliano Lasa          | Uruguai           | 7.64      | 7.61      | 7.66      | 7.66  |       |
| 21   | A     | Trumaine Jefferson     | Estados Unidos    | x         | 7.54      | 7.63      | 7.63  |       |
| 22   | B     | M. Sreeshankar         | Índia             | 7.52      | 7.62      | x         | 7.62  |       |
| 23   | A     | Emanuel Archibald      | Guiana            | 7.35      | 7.40      | 7.56      | 7.56  |       |
| 24   | A     | Henry Smith            | Austrália         | 7.37      | 7.48      | 7.50      | 7.50  |       |
| 25   | B     | Tyrone Smith           | Bermudas          | 7.45      | 7.40      | 7.49      | 7.49  |       |
| 26   | B     | Yahya Berrabah         | Marrocos          | x         | 7.37      | 7.29      | 7.37  |       |
| 27   | A     | Lin Chia-hsing         | Taipé Chinesa     | x         | x         | x         | NM    | NM    |

### Final
A final ocorreu dia 28 de setembro às 20:40. 
| Pos.              | Atleta                 | Nacionalidade  | Tentativa | Tentativa | Tentativa | Tentativa | Tentativa | Tentativa | Marca | Notas                |
| Pos.              | Atleta                 | Nacionalidade  | 1         | 2         | 3         | 4         | 5         | 6         | Marca | Notas                |
| ----------------- | ---------------------- | -------------- | --------- | --------- | --------- | --------- | --------- | --------- | ----- | -------------------- |
| Medalha de ouro   | Tajay Gayle            | Jamaica        | 8.46      | x         | x         | 8.69      | –         | –         | 8.69  | ,                    |
| Medalha de prata  | Jeff Henderson         | Estados Unidos | 8.28      | 8.18      | 8.39      | 7.03      | 8.13      | 8.17      | 8.39  | Recorde da temporada |
| Medalha de bronze | Juan Miguel Echevarría | Cuba           | 8.25      | 8.14      | 8.34      | 8.30      | 7.91      | x         | 8.34  |                      |
| 4                 | Luvo Manyonga          | África do Sul  | 8.16      | 8.05      | 8.18      | 8.10      | 8.24      | 8.28      | 8.28  |                      |
| 5                 | Ruswahl Samaai         | África do Sul  | 8.11      | 8.15      | 8.23      | x         | x         | 8.06      | 8.23  | Recorde da temporada |
| 6                 | Wang Jianan            | China          | x         | 7.89      | 8.05      | x         | x         | 8.20      | 8.20  | Recorde da temporada |
| 7                 | Eusebio Cáceres        | Espanha        | 8.01      | 6.31      | x         | x         | 7.95      | x         | 8.01  |                      |
| 8                 | Yuki Hashioka          | Japão          | 7.88      | 7.89      | 7.97      | 7.82      | x         | 7.70      | 7.97  |                      |
| 9                 | Thobias Montler        | Suécia         | 7.88      | x         | 7.96      |           |           |           | 7.96  |                      |
| 10                | Miltiadis Tentoglou    | Grécia         | 7.77      | x         | 7.79      |           |           |           | 7.79  |                      |
| 11                | Shotaro Shiroyama      | Japão          | 7.77      | 7.61      | 7.61      |           |           |           | 7.77  |                      |
| 12                | Steffin McCarter       | Estados Unidos | x         | x         | x         |           |           |           | NM    | NM                   |

Legenda
| Recorde mundial       | Recorde mundial (World record)               |                       | Recorde africano                      | Recorde africano (African) |                                           | Q | Classificado por posição (Qualified) |
| Recorde do campeonato | Recorde do campeonato (Championship record)  | Recorde da América    | Recorde da América (Americas)         | q                          | Classificado por melhor tempo (Qualified) |   |                                      |
| Melhor marca do ano   | Melhor marca do ano (World leading)          | Recorde asiático      | Recorde asiático (Asian)              | DNS                        | Não largou (Did not start)                |   |                                      |
| Recorde nacional      | Recorde nacional (National record)           | Recorde europeu       | Recorde europeu (European)            | DNF                        | Não terminou (Did not finish)             |   |                                      |
| Recorde pessoal       | Recorde pessoal do atleta (Personal best)    | Recorde da Oceania    | Recorde da Oceania (Oceania)          | DSQ / DQ                   | Desclassificado (Disqualified)            |   |                                      |
| Recorde da temporada  | Recorde da temporada do atleta (Season best) | Recorde sul-americano | Recorde sul-americano (South America) | NM                         | Sem marca (No mark)                       |   |                                      |